# Mike Towell
Mike Towell, född 12 september 1991 i Dundee, död 30 september 2016 i Glasgow, var en skotsk professionell boxare.
Mike Towell dog i sviterna av en boxningsmatch på Radisson Blu Hotel i Glasgow 29 september. Han fördes till Queen Elizabeth University Hospital i skotska Glasgow efter att ha knockats i den femte ronden i en match mot walesaren Dale Evans. Towell var fram till matchen obesegrad som proffsboxare med 11 vinster och en oavgjord match.